# 恭城站
恭城站，位于中华人民共和国广西壮族自治区桂林市恭城瑶族自治县平安乡，是贵广高速铁路上的高铁站，于2014年12月26日开通启用，由南宁铁路局管辖。

## 車站周邊
- 平安医院
- 平安乡人民政府
- 茶东工业园区

## 歷史
- 2014年12月26日开通启用。

## 外部連結
- 维基共享资源上的相關多媒體資源：恭城站